# Pieniężnica
Pieniężnica (kaszub. Pieniãżnica, niem.: Penkuhl) – wieś w Polsce położona w województwie pomorskim, w powiecie człuchowskim, w gminie Rzeczenica. Wieś jest siedzibą sołectwa Pieniężnica, w którego skład wchodzi również miejscowość Knieja.
Niedaleko wsi znajduje się byłe lotnisko wojskowe. 
W latach 1975–1998 miejscowość administracyjnie należała do województwa słupskiego.

## Zabytki
Według rejestru zabytków NID na listę zabytków wpisane są:
- szachulcowy kościół filialny pw. św. Marcina Biskupa z pocz. XIX w., nr rej.: A-281 z 5.04.1960
- chałupa nr 19, XVIII, nr rej.: A-279 z 5.04.1960.